# Rodney McKay

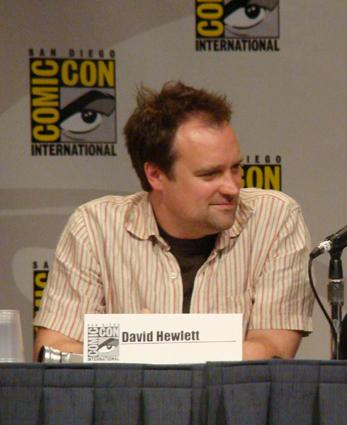
David Hewlett, die het personage Rodney McKay speelt

Dr. Meredith Rodney McKay (beter bekend als Rodney McKay) is een personage in de sciencefictionserie Stargate Atlantis gespeeld door David Hewlett. Het zelfbenoemde genie werd geïntroduceerd in de aflevering 48 Hours van Stargate SG-1.
McKay is een Canadees, ook al werkt hij voor de United States Air Force als een expert in astrofysica, naquadah, technologie van de Ancients en de Stargate zelf. Op Aarde heeft hij een appartement, waar hij verbleef toen hij werkte voor de USAF. Hij heeft ook een kat.

## Biografie
Hij heeft een zus, Jeannie Miller, waar hij nooit zo close mee was. Jeannie (gespeeld door David Hewletts echte zus Kate Hewlett) heeft verklaard dat zijn eerste naam Meredith is en hem kortweg "Mer" noemt; "Rodney" is klaarblijkelijk zijn tweede naam. Intelligentie lijkt een familietrekje te zijn, want Jeannie is ook een expert in de theoretische natuurkunde.
Als kind wilde hij pianist worden. Op twaalfjarige leeftijd vertelde zijn piano-instructeur dat zijn spel "klinisch" was, met als gevolg dat hij stopte met muziek. Rodney besloot toen dat de wetenschap de beste manier is om van zijn talenten gebruik te maken. McKay was zelfs als kind een genie. Een voorbeeld van zijn intelligentie is bijvoorbeeld dat hij een model voor een atoombom bouwde voor een schoolproject. Al was het geen werkende bom, de CIA toonde toch interesse en na een interview werd hij ingehuurd voor een baan bij deze geheime dienst.
Zijn gewoontes zijn: slapen in z'n ondergoed en energierepen eten. Hij claimt dat hij dodelijke allergische reacties heeft op alles met citrusvruchten, wat hij graag overdrijft. Een obsessie voor bescherming tegen zonnebrand heeft ertoe geleid dat hij een eigen zonnebrandcrême heeft gemaakt (beschermingsfactor 100). McKay heeft een voorliefde voor vrouwen met kort blond haar, vooral Samantha Carter.